# Unione dei comuni della Val di Vara
L'Unione dei comuni della Val di Vara è stata un'unione di comuni della Liguria, in provincia della Spezia, formata dai comuni di Calice al Cornoviglio, Rocchetta di Vara, Sesta Godano e Zignago. Originariamente ne faceva parte anche il comune di Brugnato.

## Storia
L'unione era nata con atto costitutivo del 6 dicembre 2014 firmato nel municipio di Sesta Godano dai rappresentanti locali del territorio.
L'ente locale aveva sede a Sesta Godano. Il primo presidente dell'Unione, eletto il 24 febbraio 2015, è stato Riccardo Barotti (primo cittadino di Rocchetta di Vara).
Nel settembre 2015 il comune di Brugnato, dopo il voto favorevole della maggioranza del Consiglio Comunale, ha deliberato l'uscita dell'ente dall'Unione che è diventata operativa dal 1º gennaio 2016.
Dal 1º gennaio 2021 l'ente è stato sciolto e definitivamente soppresso.

## Descrizione
L'unione dei comuni comprendeva una parte del territorio della val di Vara.
Per statuto l'Unione si occupava di questi servizi:
- organizzazione generale dell'amministrazione, gestione finanziaria e contabile e controllo;
- organizzazione dei servizi pubblici di interesse generale di ambito comunale;
- catasto;
- la pianificazione urbanistica ed edilizia di ambito comunale nonché la partecipazione alla pianificazione territoriale di livello sovra comunale;
- attività, in ambito comunale, di pianificazione di protezione civile e di coordinamento dei primi soccorsi;
- organizzazione e gestione dei rifiuti e la riscossione dei relativi tributi;
- progettazione e gestione del sistema locale dei servizi sociali ed erogazione delle relative prestazioni ai cittadini;
- edilizia scolastica, organizzazione e gestione dei servizi scolastici;
- polizia municipale e polizia amministrativa locale;
- servizi in materia statistica.

## Amministrazione
| Periodo          | Periodo          | Primo cittadino  | Partito                      | Carica                               | Note |
| ---------------- | ---------------- | ---------------- | ---------------------------- | ------------------------------------ | ---- |
| 6 dicembre 2014  | 24 febbraio 2015 | Riccardo Barotti | sindaco di Rocchetta di Vara | rappresentante dell'Unione           |      |
| 24 febbraio 2015 | 31 dicembre 2020 | Riccardo Barotti | sindaco di Rocchetta di Vara | presidente del Consiglio dell'Unione |      |